# Live Your Life
Singles par T.I.
Swagga Like Us
(2008) Just Like Me
(2008)
Singles par Rihanna
Disturbia
(2008) Just Stand Up!
(2008)
Live Your Life est un single de l'album Paper Trail (2008) interprété par T.I. et Rihanna. Cette musique est en fait un sample de la chanson Dragostea Din Tei du groupe moldave O-Zone. La chanson s'est vendue à 6 millions d'exemplaires.

## Clip vidéo
Le clip est officiellement sorti le 28 octobre 2008 sur Internet. Il est réalisé par Anthony Mandler, qui a travaillé à de nombreuses reprises avec Rihanna.